# Bitwa pod Murową
Bitwa pod Murową – część wielkiej bitwy nad Berezyną. Walki polskich oddziałów z 2 Dywizji Piechoty Legionów i 4 Dywizji Piechoty z oddziałami sowieckiej 8. i  17 Dywizji Strzelców w czasie majowej ofensywy wojsk Michaiła Tuchaczewskiego w okresie wojny polsko-bolszewickiej.

## Położenie wojsk przed bitwą
W maju 1920, po zajęciu Kijowa i zdobyciu przyczółków mostowych po wschodniej stronie Dniepru, wojska polskie przeszły do obrony. Wódz Naczelny Józef Piłsudski zdawał sobie sprawę z tego, że nie udało mu się rozbić większych sił nieprzyjaciela, a jedynie zmusił je do wycofania się dalej na wschód. Stąd też planował nowe uderzenie, tym razem na północnym odcinku frontu wschodniego. W tym czasie dowódca Frontu Zachodniego Michaił Tuchaczewski grupował wojska na wschodnim brzegu Berezyny i także przygotowywał je do ofensywy.

### Skład wojsk
Wojsko Polskie
- 1 Armia gen. Stefana Majewskiego obsadzała odcinek Dryssa–Połock–Uszacz–Lepel. W pierwszym rzucie posiadała 8 Dywizję Piechoty i 1 Dywizję Litewsko-Białoruską, a w odwodzie 3 Dywizję Piechoty Legionów i 1 Brygadę Jazdy.
- 4 Armia gen. Szeptyckiego w składzie 2 Dywizja Piechoty Legionów, 6., 14. i 9. dywizje piechoty broniła linii Berezyny od Lepla po ujście do Dniepru.

17 maja dowodzenie nad obu armiami przejął gen. Stanisław Szeptycki.
Armia Czerwona
Na wschodnim brzegu Berezyny utworzono zgrupowanie uderzeniowe:
- 15 Armia Augusta Korka w składzie 4., 6., 5., 53., 56. dywizje strzeleckie i 15 Dywizja Kawalerii[a]
- Grupę Północną Jewgienija Siergiejewa w składzie 48 Dywizja Strzelców i 164 Brygada Strzelców
- 16 Armia Nikołaja Sołłohuba w składzie 2., 8., 10., 17. i 21. dywizje strzeleckie[b].

Całością sił uderzeniowych dowodził dowódca Frontu Zachodniego Michaił Tuchaczewski.

## Przebieg działań
14 maja 1920 wojska Frontu Zachodniego Michaiła Tuchaczewskiego przeszły do ofensywy. Wykonująca uderzenie pomocnicze 16 Armia przystąpiła do forsowania Berezyny poniżej Borysowa.
Nocą z 18 na 19 maja 8. i 17 Dywizje Strzelców z rejonu Bóbr - Klewa sforsowały Berezynę. 22 i 23 Brygada Strzelców ze składu 8 Dywizji Strzelców przystąpiły do natarcia na Ihumeń, a 49 i 50 Brygada Strzelców ze składu 17 Dywizji Strzelców na Smolewicze.

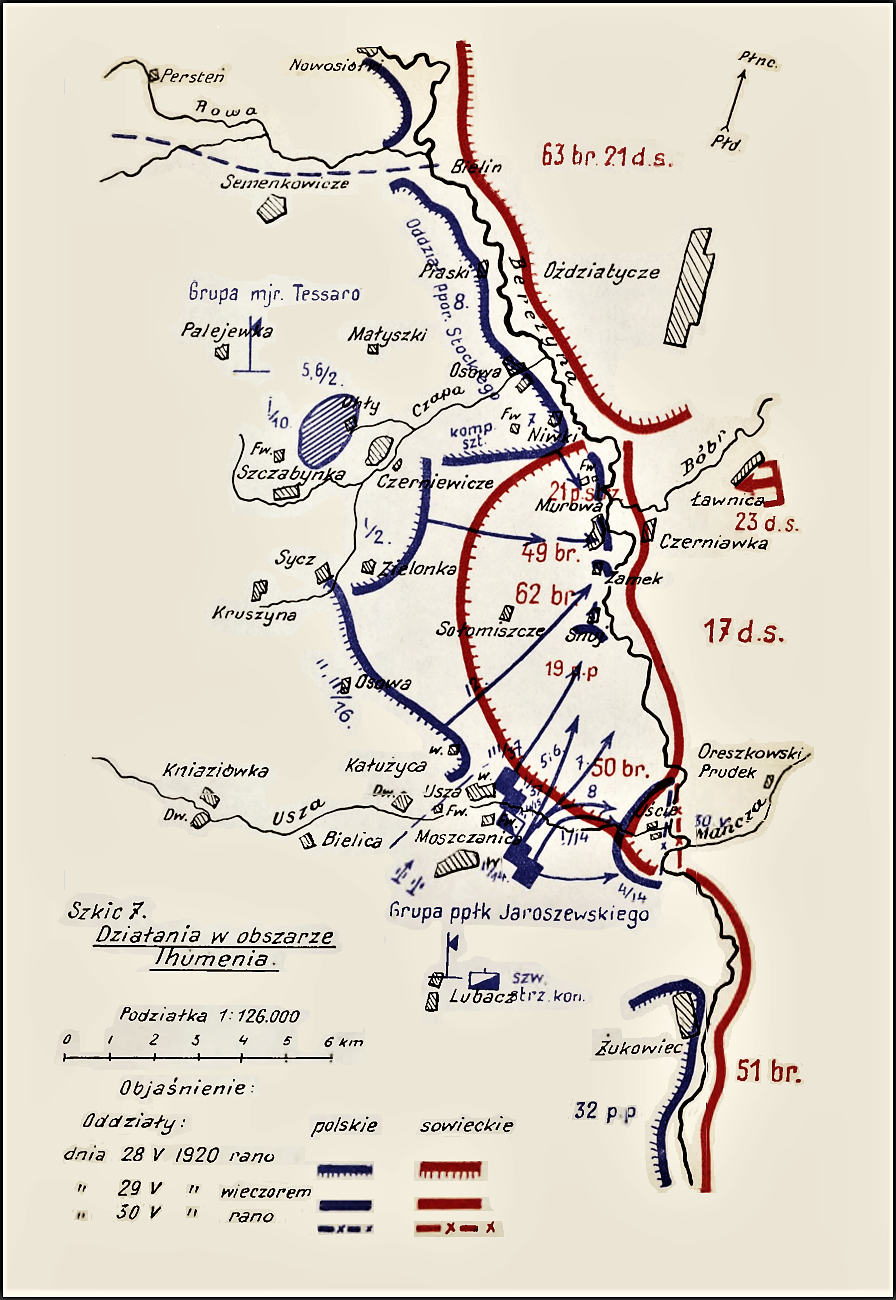
Stanisław Bartlitz, rtm. dypl., Działania w obszarze Ihumenia w maju 1920 r.

Uderzenie 16 Armii trafiło w styk polskich 2 Dywizji Piechoty Legionów i 14 Dywizji Piechoty. Sowieckie brygady posuwały się na zachód bez większego oporu ze strony oddziałów polskich.
Tylko pod Murową 49 Brygada Strzelców natrafiła na opór I batalionu 2 pułku piechoty Legionów, który dozorował dwudziestokilometrowy odcinek Berezyny. W samej Murowej stała 3 kompania z 8 baterią 2 pułku artylerii polowej Legionów.
Pierwsze natarcie na Murową zostało odparte, ale przeciwnik opanował w tym czasie wieś Uszę nad rzeką Uszą, nacierał dalej wzdłuż zachodniego brzegu Berezyny i wyparł ze wsi Snuje 4 kompanię I batalionu.
Dowódca 2 pp Leg. mjr  Tessaro, kontratakował na Uszę dwoma, a na Snuje trzema plutonami odwodowymi. Snuje tylko na chwilę zostały odbite. Przewaga Sowietów była znacząca, a około 800 czerwonoarmistów uderzyło na Murowę, opanowując ją po dwugodzinnej walce.
Wieczorem mjr Tessaro sformował grupę uderzeniową. Natarciem nocnym odbito Murowę i Snuje, ale 49 Brygada Strzelców  utrzymała przyczółek na zachodnim brzegu Berezyny. Poniosła jednak znaczne straty i została zluzowana przez 50 Brygadę Strzelców.
Nowo wprowadzona sowiecka brygada 20 maja odbiła Murowę i Snuje, ale wyczerpana walką nie kontynuowała natarcia. Wieczorem pododdziały mjr. Tessaro wzmocnione zostały dwoma kompaniami ckm i dwoma strzeleckimi z 4 pułku piechoty Legionów, oraz III/16 pułku piechoty.
21 maja 50 Brygada Strzelców uderzyła na obsadzone przez III/16 pułku piechoty Czerniewicze, oraz na Osowę, której broniły dwie kompanie 2 pułku piechoty Legionów. Po ciężkich walkach Polacy utrzymali obie miejscowości.
Tego dnia zadanie wyrzucenia oddziałów sowieckich za Berezynę otrzymała przybywająca transportami kolejowymi z Ukrainy do rejonu Smolewicz 4 Dywizja Piechoty gen. Leonarda Skierskiego.
W rejon działań grupy  mjr. Tessaro wprowadzone zostały II/16 pułku piechoty i batalion 10 pułku piechoty.
Na Murowę uderzyło pięć polskich kompanii 2. i 4 pp Leg. oraz z 10 pułku piechoty. Kilkakrotne ataki nie dawały oczekiwanego rezultatu. Kompanie poniosły wysokie straty i zostały zmuszone do odwrotu na stanowiska wyjściowe.
24 maja 50 Brygada Strzelców, wzmocniona przez pododdziały 62 Brygady Strzelców ze składu 21 Dywizji Strzelców bez powodzenia atakowała Czerniewicze i Osowę. 
25 maja kolejne natarcie kompanii z 2 pp Leg. i 16 pp dotarło pod Murowę i uchwyciło skraj miejscowości.
Kontratak odwodów 62 Brygady Strzelców zmusił Polaków do odwrotu. 
26 i 27 maja Sowieci bez powodzenia atakowali Osowę i Czerniewicze. 
28 maja po raz kolejny uderzyły pododdziały grupy mjr. Tessaro. Po ciężkich walkach pod Murową i wsią Zamok, Polacy wyrzucili przeciwnika za Berezynę.

## Bilans walk
Grupa mjr. Tessaro, we współdziałaniu z grupą ppłk. Władysława Andersa wyparła oddziały 17. i 8 Dywizji Strzelców za Berezynę. W walkach w rejonie Murowej Polacy stracili ponad 500 poległych i rannych. Straty sowieckie są nieznane.

28 maja – zdobycie Murowy stał się dniem święta 16 pułku piechoty Ziemi Tarnowskiej.